# St. Anthony’s Shrine

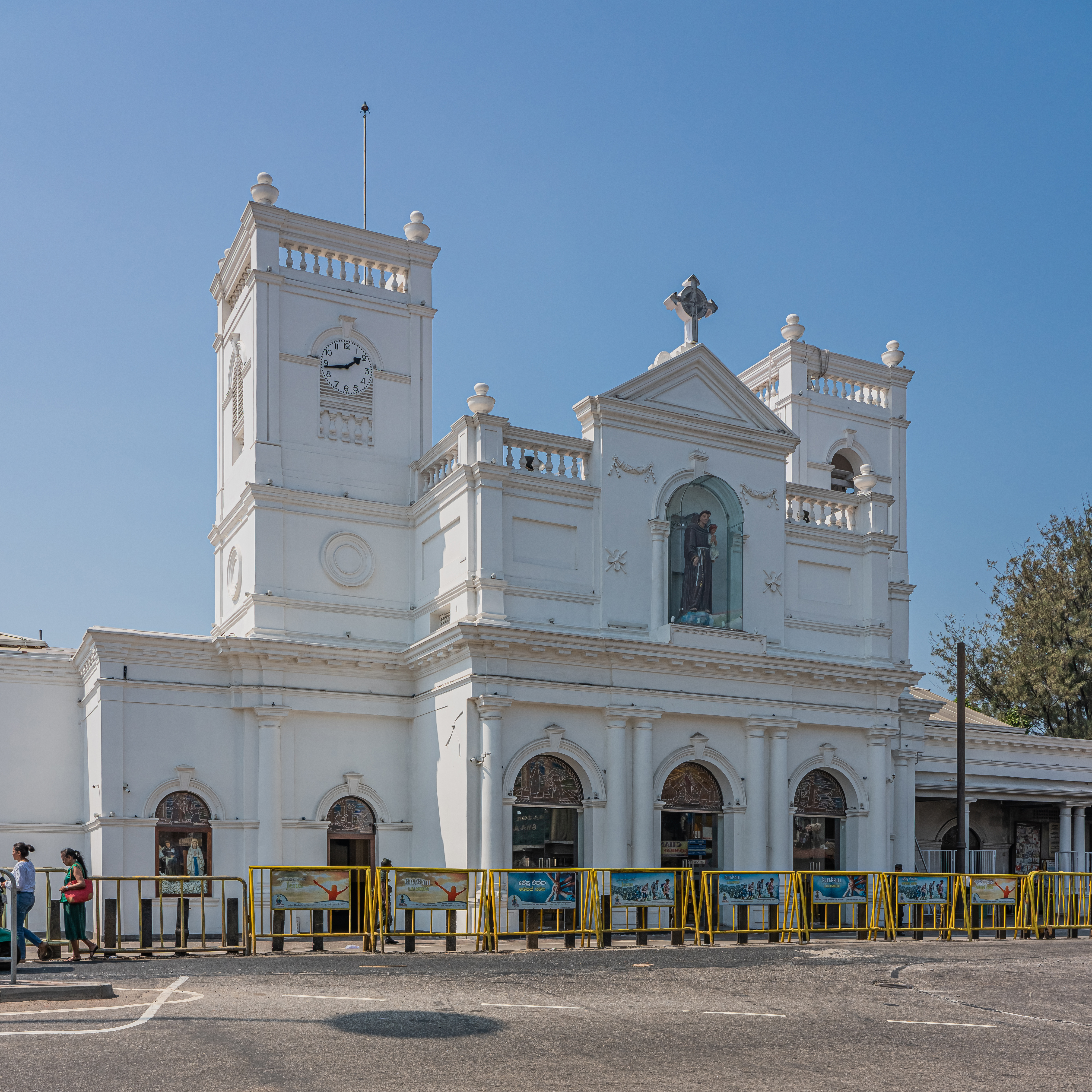
St. Anthony’s Shrine, Colombo

St. Anthony’s Shrine ist eine römisch-katholische Kirche im Erzbistum Colombo in Sri Lanka. Die Kirche befindet sich im Stadtteil Kotahena in Colombo und steht unter dem Patrozinium des Heiligen Antonius von Padua. Die Kirche wurde im Juni 1834 geweiht und ist ein Nationalheiligtum Sri Lankas.

## Geschichte
Die Kirche geht auf die niederländische Kolonialzeit im frühen 17. Jahrhundert zurück, als Ceylon eine von der Niederländischen Ostindien-Kompanie verwaltete niederländische Besitzung war und die Religionsausübung für Gläubige der römisch-katholischen Kirche verboten war. Katholische Priester feierten heimlich die Messe. Der legendären Überlieferung zufolge gehörte zu ihnen auch Bruder Antonius, der sich als Händler verkleidete und nach seiner Entdeckung auf der Flucht vor den niederländischen Verfolgern Unterschlupf bei den Fischern von Mutwal nahe der Mündung des Kelani fand. Die Gemeinde fürchtete, dass ihr Ort vom Meer verschlungen würde. Für ihren Schutz forderten sie von Bruder Antonius Hilfe, der am Strand ein Kreuz aufstellte und betete. Das Meer zog sich nach drei Tagen zurück und die Fischer konvertierten zum katholischen Glauben. Später stellten die niederländischen Behörden Land zur Verfügung, auf dem Bruder Antonius eine Kapelle aus Lehmziegeln baute, die dem Heiligen Antonius von Padua gewidmet war. Bruder Antonius wurde in dieser Kapelle begraben.
1806 wurde die Kapelle vergrößert. 1822 reiste ein Mitglied der Gemeinde nach Goa und brachte eine Statue des heiligen Antonius mit, die bis heute auf einem Altar der Kirche steht. Die Grundsteinlegung der heutigen Kirche erfolgte 1828 und die Weihe fand am 1. Juni 1834 statt. 1938 wurden bedeutende Erweiterungen durchgeführt, wie der Bau einer Chorgalerie und einer Missionsstation und eines Versammlungsraums hinter dem Hauptaltar. Die erweiterte Kirche wurde am 16. Februar 1940 geweiht.
Am Eingang der Kirche befindet sich eine Vitrine mit einer Statue des heiligen Antonius und einem Reliquiar, das ein Stück der Zunge des Heiligen enthalten soll. Im Rahmen seines Besuchs von Sri Lanka im Jahr 1995 besuchte Papst Johannes Paul II. auch St. Anthony’s Shrine.
An das 175-jährige Bestehen der Kirche erinnerte die Post Sri Lankas 2010 mit einer Sonderbriefmarke.

## Buddhistisches Umfeld
Während des 19. Jahrhunderts gewann die buddhistische Bevölkerung Ceylons zunehmend Selbstbewusstsein gegenüber der Kolonialverwaltung und den christlichen Kirchen. 1830 wurde etwa 400 Meter von St. Anthony’s Shrine ein Grundstück gekauft und mit dem Dipaduttama Vihara ein buddhistischer Ort der Religionsausübung errichtet. In den folgenden Jahrzehnten kam es zunehmend zu Spannungen zwischen der katholischen und der buddhistischen Bevölkerung. Der Dipaduttama Vihara wurde ein Wallfahrtsort für buddhistische Gläubige aus dem ganzen Land.
Um 1880 wurde in Kotahena eine Buddha-Statue errichtet. Am 12. Februar 1883 sollte im Dipaduttama Vihara eine religiöse Zeremonie stattfinden. Wegen eines Ausbruchs der Pocken einigte sich der religiöse Führer der Buddhisten mit der Kolonialverwaltung, keine Prozessionen stattfinden zu lassen. Obgleich zunächst darüber Einverständnis herrschte, kam bald der Verdacht auf, dass die katholische Kirche das Prozessionsverbot arrangiert hatte. Daher fanden weiter buddhistische Prozessionen statt, die von der Verwaltung geduldet oder von nachgeordneten Behörden ausdrücklich genehmigt wurden und am 31. März 1883 ihren Höhepunkt erreichten. Am Palmsonntag, dem 18. März, wurden buddhistische Prozessionsteilnehmer von Katholiken mit Steinen beworfen, ohne dass die Polizei eingriff. Am Morgen des Karfreitags versammelten sich katholische Gläubige bei St. Anthony’s Shrine in der Annahme, es werde eine buddhistische Prozession stattfinden. Sie kündigten an, jede Prozession aufzuhalten, die an der Kirche vorbei führen sollte. Die buddhistischen Gläubigen fühlten sich erneut bedroht und von der Polizei im Stich gelassen. Die Situation eskalierte am 31. März 1883, als mehrere buddhistische Prozessionen mit Kotahena als Ziel unterwegs waren. Die Gläubigen waren teilweise bewaffnet und es kam, angeblich wegen mitgeführter beleidigender Darstellungen der Jungfrau Maria und anderer christlicher Symbole, zu gewalttätigen Ausschreitungen. Ein Buddhist starb, es ist jedoch nicht sicher, dass sein Tod mit den Ausschreitungen in Zusammenhang stand. In den folgenden 40 Jahren kam es immer wieder zu Zusammenstößen zwischen Buddhisten und Katholiken.
Wie bei anderen bedeutenden römisch-katholischen Kirchen Sri Lankas wird auch St. Anthony’s Shrine nachgesagt, er sei über einem buddhistischen Heiligtum errichtet worden. Dabei soll es sich um einen der Göttin Pattini gewidmeten Schrein handeln. Pattini ist die Schutzgöttin Sri Lankas, sie wird im Buddhismus Sri Lankas verehrt und spielt in der Folklore der Singhalesen eine bedeutende Rolle.

## Anschlag im Jahr 2019
Am Ostersonntag 2019 war St. Anthony’s Shrine eines der Ziele bei einer koordinierten Serie von Bombenanschlägen in und um Colombo und in Batticaloa. Zahlreiche Gläubige, die sich zur Feier des Osterfestes versammelt hatten, wurden getötet oder verletzt.